# Andrzej Feliks Sędzmir
Andrzej Feliks Sędzmir herbu Ostoja (zm. przed 1 kwietnia 1778) – podstarości i sędzia grodzki sądecki w latach 1736–1778, burgrabia krakowski od 1727 roku, podwojewodzi zatorsko-oświęcimski w latach 1726–1727.
Poseł województwa krakowskiego na sejm 1740 roku.